# Лаврентия (древний материк)

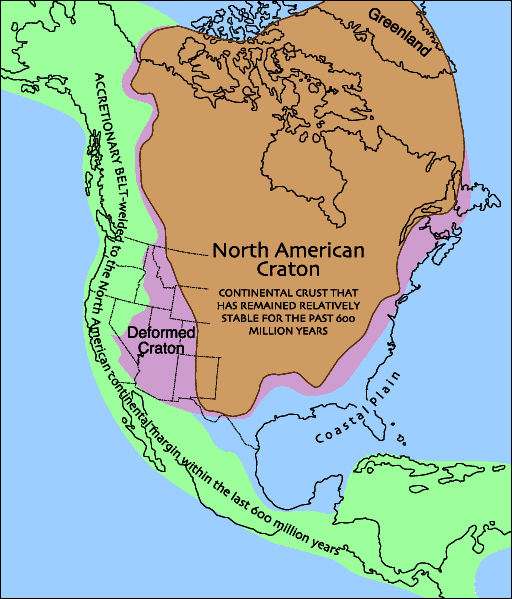
Лаврентия

Лаврентия (также известна как Североамериканский Кратон) — континент, существовавший в палеозойскую эру в районе современной восточной и центральной Канады. Начал формирование 540 млн лет назад при распаде Паннотии и 335 млн лет назад объединился с другими континентами в Пангею.
Название континенту дало Лаврентийское плато (Канадский щит), которое в свою очередь так названо по реке Святого Лаврентия.

## Геологическая хронология
- Примерно от 4,03 до 3,58 млрд лет назад на территории современных Северо-Западных территорий Канады сформировалась самая древняя нетронутая горная порода на планете - гнейс Акаста (известны отдельные зерна минералов, но не целые породы).
- Около 2,565 млрд лет назад Арктида сформировалась как независимый континент.
- Около 2,72-2,45 млрд лет назад Арктида стала частью суперконтинента Кенорленд.
- Около 2,1-1,84 млрд лет назад, когда Кенорленд распался, Арктический кратон вместе с древней Балтикой и Восточной Антарктидой был частью суши Нена.
- Около 1,82 млрд лет назад Лаврентия была частью суперконтинента Колумбия.
- Около 1,35-1,3 млрд лет назад Лаврентия была независимым континентом.
- Около 1,3 млрд лет назад Лаврентия была частью материка Протородиния.
- Около 1,07 млрд лет назад Лаврентия была частью суперконтинента Родиния.
- Около 750 млн лет назад Лаврентия была частью суши Протолавразия. Лаврентия почти раскололась на части.
- В эдиакарском периоде (635-541 ± 0,3 млн лет назад) Лаврентия была частью суперконтинента Паннотия.
- В кембрии (541 ± 0,3 - 485,4 ± 1,7 млн лет назад) Лаврентия была независимым континентом.
- В ордовике (485,4 ± 1,7 - 443,8 ± 1,5 млн лет назад) Лаврентия сокращалась, а Балтика расширялась.
- В девоне (419,2 ± 2,8 - 358,9 ± 2,5 млн лет назад) Лаврентия столкнулась с Балтикой, образовав континент Еврамерика.
- В пермском периоде (298,9 ± 0,8 - 252,17 ± 0,4 млн лет назад) все основные континенты столкнулись друг с другом, образовав суперконтинент Пангея.
- В юрском периоде (201,3 ± 0,6 - 145 ± 4 млн лет назад) Пангея раскололась на два материка: Лавразию и Гондвану. Лаврентия была частью суши Лавразия.
- В меловом периоде (145 ± 4 - 66 млн лет назад) Лаврентия стала независимым континентом под названием Северная Америка.
- В неогене (23,03 ± 0,05 млн лет до наших дней или до 2,588 млн лет) Лаврентия в виде Северной Америки столкнулась с Южной Америкой[1].

## Палеоэкологическиеизменения
В течение фанерозойского эона в Лаврентии произошло несколько климатических событий.
В период с позднего кембрия по ордовик уровень моря колебался в связи с таянием ледниковых шапок. Произошло девять колебаний "глобального гиперпотепления", т.е. условий высокой интенсивности парниковых газов. Из-за колебаний уровня моря эти интервалы привели к образованию на Лаврентии грязекаменных отложений, которые и позволяют отследить ход событий.
В конце ордовика наступил период охлаждения, хотя его степень до сих пор обсуждается. Более чем через 100 миллионов лет, в пермском периоде, наметилась общая тенденция потепления. Как показывают окаменелые беспозвоночные, западная окраина Лаврентии находилась под влиянием продолжительного холодного течения, направленного на юг. Это течение контрастировало с потеплением вод в районе Техаса. Контраст говорит о том, что во время пермского глобального потепления север и северо-запад Пангеи (западная Лаврентия) оставались относительно прохладными.